# Pavel Cvrček
Pavel Cvrček (ur. 1982 w Náchodzie), znany pod pseudonimem JasnaPaka – czeski programista i popularyzator produktów Mozilla.org.
Ukończył studia z zakresu inżynierii oprogramowania na Uniwersytecie Zachodnioczeskim w Pilźnie. Obecnie pracuje jako deweloper w pilźnieńskiej firmie SoftEU.

## Mozilla
Przez kilka lat był ważnym członkiem projektu CZilla, w ramach którego kierował wersjami językowymi Mozilla Suite, później SeaMonkey. Brał także udział w projekcie Technická evangelizace. Kierował pracami nad serwisem Používejte Thunderbird.
Po opuszczeniu projektu CZilla na końcu 2005 r. kontynuował działalność popularyzatorską za pośrednictwem bloga „JasnaPaka Blog”, na którym przekazywał czeskojęzyczne wiadomości na temat stanu projektów Mozilla.org i produktów pokrewnych (Flock, Songbird, Spicebird, K-Meleon itd.). Wpisy na blogu stały się częstym źródłem wiadomości dla czeskich serwisów Root.cz i Lupa.cz.
W 2009 r. zamknął swój blog, a działalność publicystyczną kontynuował na serwerach Mozilla.cz.

## MozBackup
W 2003 r. przedstawił program Mozilla Backup, służący do tworzenia kopii zapasowych profilów Mozilla Application Suite na platformie MS Windows. W dalszych wersjach dodano obsługę profilów programów Mozilla Firefox i Thunderbird, a wraz z rozwojem programu wprowadzono obsługę wielu innych aplikacji opartych na technologiach Mozilli. Od wersji 1.3 program nosi nazwę MozBackup, a w wersji 1.4.8 stał się open-source. Aplikacja została przetłumaczona na szereg języków, zdobyła popularność, a także zebrała przychylne recenzje na portalach udostępniających oprogramowanie.

## Inna działalność
Pavel Cvrček wniósł także wkład w czeskojęzyczną edycję Wikipedii. Pisze artykuły publikowane w mediach drukowanych i elektronicznych. Jest aktywnym edytorem serwisu Mozilla Add-ons, a także autorem rozszerzeń AboutPlug i File Title, przeznaczonych dla przeglądarki Mozilla Firefox. Od dłuższego czasu angażuje się w projekt OpenStreetMap, tworzy i zarządzą internetową Cyklomapą Pilzna. Uczestniczy w projekcie Křížky a vetřelci, który mapuje małe zabytki w Pilźnie.

## Wyróżnienia
Ze swoją pracę był wielokrotnie nagradzany w ankiecie Czech Open Source. W 2007 r. zajął 4. miejsce w głosowaniu publicznym w kategorii Osobowość. W 2008 r. w tejże kategorii wygrał nagrodę jury. Blog JasnaPaka został oceniony w kategorii Blog i zajął 2. miejsce w głosowaniu publicznym oraz 3. miejsce w głosowaniu jury. W 2009 roku blog JasnaPaka zajął 2. miejsce w kategorii Blog, zarówno w głosowaniu publicznym, jak i w głosowaniu jury, natomiast w głosowaniu jury eksperckiego Pavel Cvrček zajął 5. miejsce (w kategorii Osobowość).